# Bezirksverordnetenversammlung
Die Bezirksverordnetenversammlung (BVV) ist ein Verwaltungsorgan mit Bürgerbeteiligung auf Ebene der Berliner Bezirke. Die Bezirksverordnetenversammlungen der zwölf Bezirke sind nach der Verfassung von Berlin Teil der Bezirksverwaltung. Aufgaben der BVVs sind die Kontrolle des Bezirksamts sowie die Anregung von Verwaltungshandeln. Hierzu kann die BVV Ersuchen und Empfehlungen an das Bezirksamt richten. Je Bezirk werden 55 Verordnete im Verhältniswahlrecht mit 3%-Sperrklausel gewählt.

## Bezirksverwaltungen
Die Bezirksverwaltungen bilden den unteren Teil der zweistufigen öffentlichen Verwaltung der deutschen Bundeshauptstadt Berlin. Organe der Bezirksverwaltung sind die Bezirksverordnetenversammlungen und die Bezirksämter (BA). Die Bezirksverwaltungen sind für Angelegenheiten vor Ort in den Bezirken zuständig sofern der Sache keine berlinweite Bedeutung zuzumessen ist.
Die BVV bildet als direkt gewähltes Gremium den kontrollierenden Teil der Bezirksverwaltung; das Bezirksamt hingegen ist für die Ausführung der Verwaltung zuständig. Jedes Bezirksamt besteht aus dem Bezirksbürgermeister (Besoldungsgruppe 6 Landesbesoldungsordnung B) und fünf Bezirksstadträten (Besoldungsgruppe 4 Landesbesoldungsordnung B).
Die letzte große Veränderung erfolgte mit dem Gebietsreformgesetz, durch das 2001 aus den bis dahin 23 historisch gewachsenen Bezirken durch Fusionen zwölf Bezirke mit ähnlich großer Einwohnerzahl geschaffen wurden.
Mit dem 8. Gesetz zur Änderung des Bezirksverwaltungsgesetzes vom 22. Oktober 2008, das allerdings erst mit Beginn der 17. Wahlperiode in Kraft trat, sollte eine einheitliche Gliederung aller Bezirksämter in gleiche Strukturen der Fachämter erfolgen. Dabei wurden diverse bisherige Fachämter zu größeren Organisationseinheiten zusammengefasst; es sollte dann nur noch zehn Fachämter je Bezirksverwaltung geben.

## Bezirksamt

### Wahl des Bezirksamts
Das Bezirksamt wird zu Beginn einer Wahlperiode von der Bezirksverordnetenversammlung gewählt. Das Vorschlagsrecht für die Wahl des Bezirksbürgermeisters steht grundsätzlich der stärksten Fraktion zu, kann jedoch an eine sogenannte Zählgemeinschaft aus zwei oder mehr Fraktionen übergehen, die über mehr Mandate als die stärkste Fraktion verfügen muss. Das Bezirksamt setzt sich proportional zum bezirklichen Wahlergebnis aus von den verschiedenen Fraktionen vorgeschlagenen und der BVV gewählten Kandidaten zusammen. Ein Bezirksstadtrat kann vor Beendigung der Wahlperiode mit zwei Dritteln der Stimmen der BVV abgewählt werden. Das Vorschlagsrecht für diesen Stadtratsposten verbleibt aber auch dann bei der entsendenden Fraktion, solange sich die Mehrheitsverhältnisse nicht durch Fraktionswechsel geändert haben.
In Art. 99 a. F. der Verfassung von Berlin war dieser Wahlmodus des Bezirksverwaltungsgesetzes bis zum 1. Januar 2010 auch auf Verfassungsebene verankert.

### Ressortaufteilung
Nach der Wahl des Bezirksamts entscheidet dieses über den Zuschnitt und die Verteilung der einzelnen Ressorts unter den Bezirksstadträten. In der Regel wird diese Ressortaufteilung vor der Wahl des Bezirksamts zwischen den Fraktionen abgesprochen; hieran ist das Bezirksamt jedoch nicht gebunden. Die Stadträte leiten ihre Ressorts in eigener Verantwortung. Die Stellung des Bezirksbürgermeisters, der zugleich Bezirksstadtrat ist, ist als primus inter pares zu bezeichnen. Bei Meinungsverschiedenheiten entscheidet das Bezirksamt mit Mehrheit; bei Stimmengleichheit zählt die Stimme des Bezirksbürgermeisters doppelt. Die Arbeit des Bezirksamts wird von der BVV kontrolliert.
Das Bezirksamt, das von der BVV zu wählen ist, besteht aus sechs Mitgliedern: dem Bezirksbürgermeister und fünf Bezirksstadträten. Die Vorschlagsrechte für die Bezirksamtsposten werden proportional zum bezirklichen Wahlergebnis nach dem d’Hondt’schen Höchstzahlverfahren auf die Fraktionen der Bezirksverordnetenversammlungen verteilt. Die Bezirksamtsmitglieder werden durch die BVV – zumindest juristisch – unabhängig von späteren Aufgabenbereichen gewählt. Welches Bezirksamtsmitglied später für welche Ressorts zuständig ist, bestimmt das Bezirksamt in eigener Verantwortung per Mehrheitsbeschluss.

## Wahl und Struktur der BVV
Die Bezirksverordnetenversammlung besteht aus maximal 55 Bezirksverordneten. An der Spitze der BVV steht der aus den eigenen Reihen gewählte Vorstand, bestehend aus dem Bezirksverordnetenvorsteher, einem Stellvertreter und weiteren Beisitzern. Zu Beginn einer Wahlperiode gibt sich die BVV eine Geschäftsordnung und wählt das Bezirksamt. Bezirksverordnete werden fälschlicherweise oft als ‚Abgeordnete‘ bezeichnet.
Die BVV-Wahl ist eine reine Listenwahl. Im Unterschied zu den Wahlen zum Abgeordnetenhaus von Berlin und zum Bundestag haben die Wahlberechtigten nur eine Stimme, mit der sie eine Wählervereinigung oder Partei wählen können. Einzelkandidaturen von Personen sind nicht möglich. Um zum Bezirksverordneten gewählt werden zu können, muss man das passive Wahlrecht besitzen, in Berlin seinen Wohnsitz haben, über eine EU-Staatsbürgerschaft verfügen und auf eine Wahlliste gestellt worden sein.
Zu den Wahlen der BVV treten die in Berlin etablierten Parteien (SPD, CDU, Die Linke, Bündnis 90/Die Grünen, AfD, Piratenpartei, FDP) oder auch lokale Wählergemeinschaften an und machen dabei sogenannte ‚Wahlvorschläge‘ in Form von Kandidaten-Wahllisten. Direktmandate gibt es nicht, damit auch keine Überhang- oder Ausgleichsmandate. In einigen BVVs sind auch kleinere Parteien vertreten, seit den Wahlen 2006 sind oder waren dies Die Grauen in acht der zwölf Bezirksverordnetenversammlungen, die WASG in sieben, die NPD in vier und die Republikaner in einer. Seit 2024 ist das BSW in vier Bezirksverordnetenversammlungen (Lichtenberg, Tempelhof-Schöneberg, Mitte und Charlottenburg-Wilmersdorf) vertreten. 
Die gewählten Kandidaten einer zur BVV-Wahl aufgestellten Liste bilden eine Fraktion in der BVV. Mindestens drei (ansonsten fraktionslose) Bezirksverordnete, die derselben Partei angehören, können eine Fraktion bilden, zwei Fraktionslose eine sogenannte Gruppe (diese Möglichkeit besteht allerdings nicht in allen Bezirken). Mitglieder verschiedener Parteien können nur gemeinsam einer Fraktion angehören, wenn sie auf derselben Liste gewählt worden sind.
Bezirksverordnete sind ehrenamtlich tätig und erhalten eine Aufwandsentschädigung in Höhe von 15 % der Diät eines Abgeordneten im Berliner Abgeordnetenhaus. Der Betrag wird abgerundet, bis er voll durch fünf teilbar ist. Bei einer monatlichen Diät von 6657 Euro (Stand: 2023) beträgt die Grundentschädigung eines Bezirksverordneten monatlich 995 Euro. Hinzu kommen Sitzungsgelder (20 Euro pro Fraktions- oder Ausschusssitzung sowie Sitzungen der Ältestenräte, 31 Euro für eine Plenarsitzung) und eine Fahrgeldentschädigung in Höhe von 41 Euro pro Monat. Für ihre herausgehobene Funktion und den damit verbundenen zeitlichen Mehraufwand erhalten der Vorsteher der BVV die dreifache, die Fraktionsvorsitzenden die doppelte und die Stellvertreter des Bezirksverordnetenvorstehers die 1 1⁄2-fache Grundentschädigung.
Das Mandat von Bezirksverordneten endet mit Ablauf der Wahlperiode, ansonsten durch Niederlegung, Aberkennung oder mit dem Tode. Zudem erlischt das Mandat automatisch, wenn ein Bezirksverordneter zum Bezirksbürgermeister oder zum Bezirksstadtrat gewählt wird, ins Abgeordnetenhaus von Berlin einzieht oder aus Berlin wegzieht.
Die BVV ist nach der Berliner Verfassung (Artikel 69–73) „Organ der bezirklichen Selbstverwaltung“. Sie wählt das Bezirksamt. Ihre Aufgabe ist die Kontrolle der bezirklichen Verwaltung. Zudem beschließt sie den bezirklichen Haushalt, der jedoch der Zustimmung des Abgeordnetenhauses bedarf. Die BVV kann darüber hinaus kaum Beschlüsse fassen, die die Verwaltung dann umsetzen müsste (ob und wie sie das tut, ist Sache der Verwaltung). Sie kann das Bezirksamt befragen (beispielsweise Kleine Anfrage, Große Anfrage, Mündliche Anfrage) und über Ersuchen sowie Empfehlungen an das Bezirksamt Verwaltungshandeln anregen; ein Weisungsrecht hat sie nicht.

Die BVV setzt für ihre Arbeit Ausschüsse ein, denen neben Bezirksverordneten auch Bürgerdeputierte angehören können, die auf fraktionellen Vorschlag von der BVV gewählt werden.

### Wahl
Die Wahlperiode der BVV ist gekoppelt an die Legislaturperiode des Abgeordnetenhauses. Sie beträgt also fünf Jahre, endet aber bei einer vorzeitigen Auflösung des Abgeordnetenhauses (wie im Jahr 2001) automatisch vorzeitig. Eine Ausnahme davon war die Wahl 1990, bei der im Zuge der Wiedervereinigung der Stadt nur das Abgeordnetenhaus neu gewählt wurde. 1992 fanden dann nur Wahlen zu den BVVs statt.
Bei den Wahlen zur BVV sind außer deutschen Staatsbürgern auch Angehörige anderer EU-Mitgliedstaaten mit gemeldetem Wohnsitz in Berlin wahlberechtigt. Das Mindestwahlalter beträgt seit Oktober 2005 16 Jahre. Während bei der Abgeordnetenhauswahl eine Sperrklausel von fünf Prozent besteht, wurde diese für die Wahlen zur BVV durch ein Urteil des Berliner Landesverfassungsgerichtshofs für verfassungswidrig erklärt. Daraufhin wurde eine 3-Prozent-Hürde eingeführt.

### Sitzverteilung
Die Grafiken visualisieren jeweils die Anzahl der Sitze nach der Wahl 2023, aber nicht zwingend, wie die Bezirksverordneten tatsächlich sitzen.
- PARTEI: 2
- Linke: 89
- Tierschutz: 8
- SPD: 136
- Grüne: 135
- FDP: 22
- CDU: 204
- AfD: 64

| Sitzverteilung in der Bezirksverordnetenversammlung Charlottenburg-Wilmersdorf seit 2023Insgesamt 55 Sitze - Linke: 4 - SPD: 12 - Grüne: 14 - FDP: 4 - CDU: 18 - AfD: 3 | Sitzverteilung in der Bezirksverordnetenversammlung Friedrichshain-Kreuzberg seit 2023Insgesamt 55 Sitze - PARTEI: 2 - Linke: 12 - SPD: 8 - Grüne: 21 - FDP: 2 - CDU: 8 - AfD: 2 | Sitzverteilung in der Bezirksverordnetenversammlung Lichtenberg seit 2023Insgesamt 55 Sitze - Linke: 14 - Tierschutz: 2 - SPD: 9 - Grüne: 7 - CDU: 15 - AfD: 8    | Sitzverteilung in der Bezirksverordnetenversammlung Marzahn-Hellersdorf seit 2023Insgesamt 55 Sitze - Linke: 9 - Tierschutz: 2 - SPD: 10 - Grüne: 3 - CDU: 19 - AfD: 12      |
| Sitzverteilung in der Bezirksverordnetenversammlung Mitte seit 2023Insgesamt 55 Sitze - Linke: 10 - SPD: 10 - Grüne: 18 - FDP: 2 - CDU: 12 - AfD: 3                     | Sitzverteilung in der Bezirksverordnetenversammlung Neukölln seit 2023Insgesamt 55 Sitze - Linke: 9 - SPD: 15 - Grüne: 10 - CDU: 17 - AfD: 4                                     | Sitzverteilung in der Bezirksverordnetenversammlung Pankow seit 2023Insgesamt 55 Sitze - Linke: 11 - SPD: 9 - Grüne: 15 - FDP: 2 - CDU: 12 - AfD: 6               | Sitzverteilung in der Bezirksverordnetenversammlung Reinickendorf seit 2023Insgesamt 55 Sitze - Linke: 2 - SPD: 13 - Grüne: 7 - FDP: 2 - CDU: 25 - AfD: 6                    |
| Sitzverteilung in der Bezirksverordnetenversammlung Spandau seit 2023Insgesamt 55 Sitze - Linke: 2 - Tierschutz: 2 - SPD: 14 - Grüne: 6 - FDP: 2 - CDU: 23 - AfD: 6     | Sitzverteilung in der Bezirksverordnetenversammlung Steglitz-Zehlendorf seit 2023Insgesamt 55 Sitze - Linke: 2 - SPD: 11 - Grüne: 13 - FDP: 4 - CDU: 22 - AfD: 3                 | Sitzverteilung in der Bezirksverordnetenversammlung Tempelhof-Schöneberg seit 2023Insgesamt 55 Sitze - Linke: 5 - SPD: 12 - Grüne: 14 - FDP: 2 - CDU: 19 - AfD: 3 | Sitzverteilung in der Bezirksverordnetenversammlung Treptow-Köpenick seit 2023Insgesamt 55 Sitze - Linke: 9 - Tierschutz: 2 - SPD: 13 - Grüne: 7 - FDP: 2 - CDU: 14 - AfD: 8 |

Alte Sitzverteilung in der Wahlperiode 2016–2021

## Kritik
Die parallele Beschäftigung (als Beamter oder Tarifbeschäftigter) für das Land in Berlin und die Mitgliedschaft in der BVV werden per Gesetz nicht ausgeschlossen, obwohl es für die Abgeordneten entsprechende Regelung gibt, besteht keine vergleichbare für die BVV. Dies kann zur Doppelbeschäftigung und zu Interessenskonflikten führen.  Zudem ist fraglich, ob durch das Fehlen einer entsprechenden Einschränkung der Sinn und Zweck – nämlich der eines Bürgergremiums, das die Verwaltung kontrollieren soll – verfehlt wird.